# Carex ivanoviae
Carex ivanoviae är en halvgräsart som beskrevs av Tatiana Vladimirovna Egorova. Carex ivanoviae ingår i släktet starrar, och familjen halvgräs. Inga underarter finns listade i Catalogue of Life.